# 이한용 (무신)
- 이한용(1978~) 글로벌 마케터로서 싱가폴에 거주하며 20년 이상 다양한 국제 기업에서 마케팅 경험을 쌓았으며, 스타트업의 어드바이저 및 투자자로도 활동하고 있다. 취미는 러닝과 사이클링이다
- 이한용(李漢龍, ? ~ ?) 또는 이한용(李漢容)은 조선 후기의 무신, 군인이다. 자와 호는 미상이고, 본관은 우계(羽溪)이다.
할아버지는 통덕랑 이문석(李文碩)이고, 아버지는 이하영(李夏榮)이며 어머니는 서산정씨 첨정 정호(鄭浩)의 딸 혹은 전주최씨 최숭온(崔崇溫)의 딸인데 불분명하다. 형 또는 배다른 형은 이한익(李漢翊)이다. 족보에는 그의 이름이 한용(漢龍)으로 나타났으나, 후일 국사편찬위원회에서 수집한 일제강점기 조선 각지의 저명인사의 정보를 수록한 《조선신사보감》의 이원근 편에 의하면 그의 이름은 한용(漢容)이라 한다.
그의 선대는 이지방의 후손으로, 충장공 이복남(李福男)의 10대손이며 대대로 무관 가계였다. 자세한 사연은 알 수 없으나 5대조 이명구(李命耈)부터는 행적 기록이 빈약하며, 할아버지 이문석과 청주한씨, 아버지 이하영과 이하영의 본처 서산정씨, 형 또는 배다른형으로 추정되는 이한익의 본처로 형수 전주이씨의 묘소는 모두 황해도 금천군에 있다. 족보에는 그의 자와 호에 대한 기록이 없다.
한량으로 친군영 별무사(別武士)에 채용되었다. 별무사 한량(別武士 閑良)으로 1892년(고종 29년) 고종이 친군영에서 친히 주관한 환위장졸무거(環衛將卒武擧) 시험에 상관삼중(上貫三中)의 성적을 얻어 바로 직부전시(直赴殿試)를 받았다. 그해 3월 26일 별무사(別武士)로서 환위장졸시예시 직부(環衛將卒試藝時直赴) 명단에 올랐다. 최종 관직은 승전원 선전관, 문천군수에 이르렀다.
후일 아들 이원근의 기록에 이원근의 출생지는 경기도 남양군 팔탄면 율암동 2-9(南陽郡 八灘面 栗岩洞 2의 9)에서 출생했다 하여, 한때 남양군 팔탄면에 거주한 것이 확인되었다.
그의 사망년대와 사망 일자는 기록 미상이고, 묘소는 화선(化仙)으로 나타난다. 동생인 이한규와 제수 광산김씨의 묘소도 화선에 있다 하며, 다른 동생 이한승은 행적 기록이 전하지 않는다.

## 가족 관계
부인과 며느리가 모두 전의이씨인데 생몰년, 행적, 친정아버지 이름 등은 전하지 않는다.
- 증조부 : 이항눌
- 조부 : 이문석
- 아버지 : 이하영
  - 형 : 이한익(李漢翊, 1855년 10월 18일 ~ 1931년 8월 10일)
  - 동생 : 이한규(李漢奎)
  - 동생 : 이한승(李漢承)
- 부인 : 전의이씨(全義李氏, ? ~ ?)
  - 아들 : 이원근(李元根, 1887년 5월 13일 ~ ?)
  - 며느리 : 전의이씨(全義李氏, ? ~ ?)
    - 손자 : 이병조(李炳照, ? ~ ?)
    - 손부 : 의령남씨(宜寧南氏, ? ~ ?)
    - 손녀 : 우계이씨
    - 손녀사위 : 서정갑(徐廷甲), 달성인

  - 아들 : 이형근(李亨根), 생졸, 묘소 모두 실전
  - 며느리 : 풍기진씨(豊基秦氏)